# Кузьминичи (Могилёвская область)
Кузьмини́чи (бел. Кузьміні́чы) — деревня в составе Антоновского сельсовета Чаусского района Могилёвской области Республики Беларусь.
Ранее входила в состав упразднённого Дужевского сельсовета.

## Население
- 2010 год — 189 человек